# Навур
Наву́р (арм. Նավուր) — село в Тавушской области Армении. Через село проходит дорога межгосударственного значения Г-36 Иджеван-Навур-Берд-Айгепар. В 3 км к востоку находится город Берд, в 3 км к северу находится село Чинчин, в 15 км к западу находится город Иджеван, а к югу от села простираются незаселённые горные массивы.
В селе был основан пункт по приемке молока и кооператив по заготовке молока. В селе сохранились циклопические крепости (III—I тыс. до н. э.).